# Erich Ludwig (Rugbyspieler)
Erich Ludwig (1. Mai 1879 in Frankfurt am Main – 14. Mai 1934 ebenda) war ein deutscher Rugbyspieler und Leichtathlet.

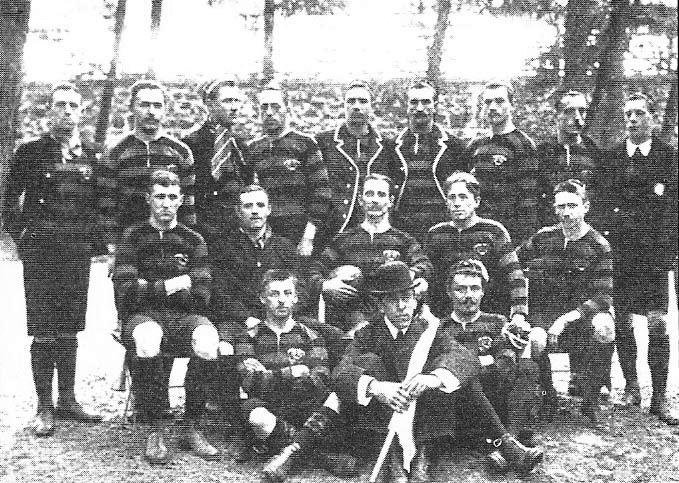
Das deutsche Team bei den Olympischen Spielen 1900
v. l. n. r. oben: Beiler (Ersatz), Poppe, R. Ludwig, Hofmeister, Latscha, Müller, Wenderoth, Stockhausen, Kreuzer
Mitte: E. Ludwig, Reitz, Amrhein, Landvoigt, Herrmann
unten: Betting, unbekannt, Schmierer

Erich Ludwig wirkte wie sein Bruder Richard als Rugbyspieler beim Fußballclub Frankfurt mit. Dieser Verein stellte bei den Olympischen Spielen 1900 in Paris eine um zwei Stuttgarter erweiterte Rugbymannschaft, die am 14. Oktober 1900 ein Spiel gegen die französische Auswahl bestritt und mit 27:17 verlor. Weil der Wettbewerb durch das IOC offiziell dem Programm der Olympischen Spiele 1900 zugerechnet wurde, werden die Mitglieder der Rugbymannschaft als Olympiazweite geführt. Ludwig wirkte am 4. November 1900 im ersten Rugby-Auswahlspiel Nord gegen Süd auf der Kasseler Carls-Aue in der Süd-Auswahl mit, die Nordauswahl gewann mit 11:3.
Bei den deutschen Leichtathletik-Meisterschaften 1900 belegte Erich Ludwig über 100 Meter den zweiten Platz hinter Max Wartenberg. Später war Erich Ludwig beim DFV 1878 Hannover aktiv. 1903 gewann Erich Ludwig den Meistertitel über 100 Meter.
1897 lief Ludwig in Frankfurt am Main die 100 Meter in 10,6 Sekunden; diese Zeit wäre bis 1911 deutscher Rekord gewesen, findet sich aber nicht in der Rekordliste. In den deutschen Rekordlisten finden sich hingegen 55,0 Sekunden über 400 Meter von 1897.